# Eberhard von Kuenheim
Eberhard von Kuenheim (* 2. Oktober 1928 auf Schloss Juditten in Ostpreußen) ist ein deutscher Manager. Er war von 1970 bis 1993 Vorstandsvorsitzender der BMW AG.

## Leben

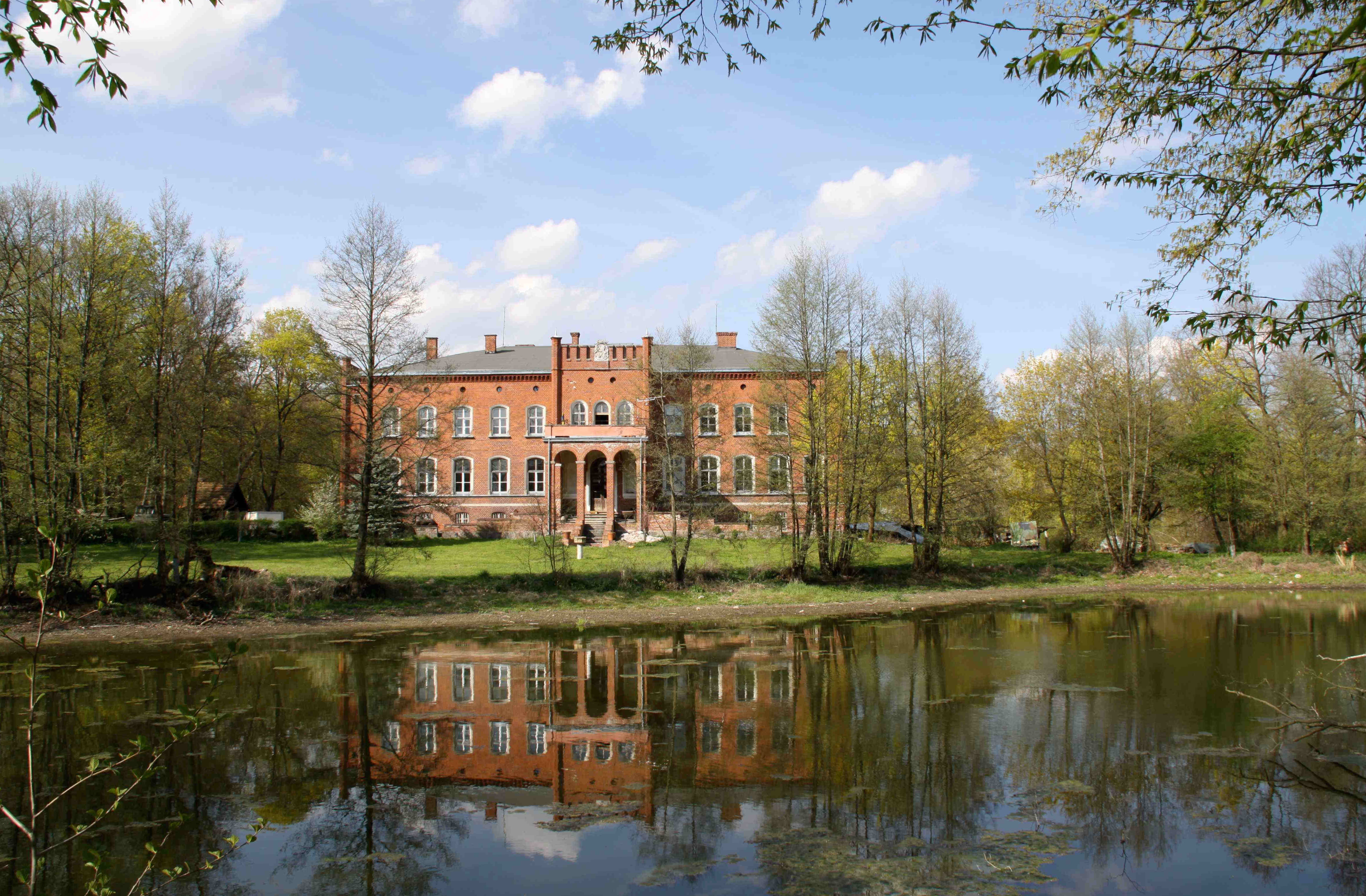
Schloss Juditten

Eberhard von Kuenheim wurde 1928 auf Schloss Juditten (bei Bartenstein, heute Polen) als jüngstes von vier Kindern des ostpreußischen Fideikommiss-Grundbesitzers Volmar von Kuenheim (1891–1935) und dessen erster Gattin Sophie geb. von Gottberg (1896–1945) geboren. Der Vater unterhielt ein großes Trakehner-Gestüt. Die 1918 geschlossene Ehe der Eltern wurde 1932 geschieden. Der Vater heiratete 1933 Gertrud Gillweit (1903–1990). Sein Vater starb 1935 nach einem Sturz vom Pferd. Die Mutter von Kuenheim verstarb im Sommer 1945 in einem sowjetischen Lager, nachdem ihr seit 1933 zweiter Ehemann Hans Christoph von Burkersroda Anfang Mai 1945 in sibirischer Gefangenschaft verstorben war. Die Familie entstammte dem elsässischen Uradel, ist jedoch bis auf den Ende des 13. Jahrhunderts nach Ostpreußen eingewanderten Zweig ausgestorben.
Kuenheim besuchte das Elite-Internat Salem und studierte nach der Entlassung aus der Kriegsgefangenschaft bis 1954 Maschinenbau an der damaligen TH Stuttgart, wo er sich dem Corps Teutonia anschloss. Seinen Lebensunterhalt und die Studiengebühren verdiente er sich als Fließbandarbeiter bei Bosch.
Nach dem Studium arbeitete von Kuenheim beim Werkzeugmaschinenhersteller Max Müller in Hannover (heute: Gildemeister AG). 1965 trat Kuenheim eine Stelle als „Stabsmann für technische Fragen“ bei der Quandt-Gruppe an. In dieser Funktion wechselte er 1969 von den Industriewerken Karlsruhe (IWKA) zu BMW.
Zum 1. Januar 1970 übertrug ihm der BMW-Großaktionär Herbert Quandt in Nachfolge des gesundheitlich angeschlagenen Gerhard Wilcke den Vorstandsvorsitz der BMW AG mit damals etwa 20.000 Mitarbeitern und 1 Milliarde DM Umsatz. 1972 führte er die 5er-Reihe samt einer neuen, auf den damaligen BMW-Marketing-Vorstand Robert A. „Bob“ Lutz zurückgehenden Typensystematik ein, die noch heute aktuell ist.
Das vom Wiener Architekten Karl Schwanzer entworfene BMW-Hauptverwaltungsgebäude („BMW-Vierzylinder“) neben dem Münchner Olympiagelände wurde 1973 bezogen.

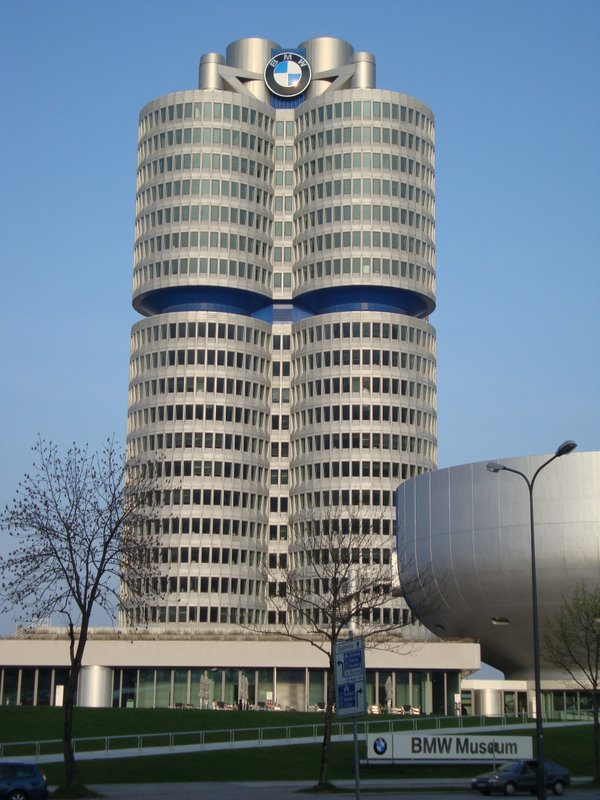
BMW-Hauptverwaltungsgebäude („BMW-Vierzylinder“)

Zum Ende seiner Amtszeit als Vorstandsvorsitzender am 13. Mai 1993 hatte die BMW AG 70.000 Mitarbeiter und 30 Milliarden DM Umsatz. Neue Produktionsstandorte waren in Deutschland (Dingolfing, Regensburg, Wackersdorf, Spandau, Eisenach), Österreich (Steyr), Südafrika und in den USA entstanden.
Nachdem Bernd Pischetsrieder 1993 den Vorstandsvorsitz bei der BMW AG übernommen hatte, war Kuenheim bis 1999 Vorsitzender des Aufsichtsrates. Im Jahr 2000 richtete die BMW AG ihm zu Ehren die Eberhard von Kuenheim Stiftung ein, deren Kuratorium er bis 2010 vorsaß. Seit der Übergabe des Vorsitzes an Bolko von Oetinger hat Kuenheim den Ehrenvorsitz des Kuratoriums inne.
Kuenheim wurde im Zuge des Rover-Fiaskos kritisiert, weil er als Aufsichtsratsvorsitzender eine Führungskrise nicht verhindert hatte. Nach seinem Rückzug als Vorstandsvorsitzender hatte er nicht Wolfgang Reitzle, der ein Angebot von Porsche hatte, sondern Bernd Pischetsrieder als Nachfolger an der Konzernspitze eingesetzt. Während Reitzle die Rover-Milliardenverluste durch radikale Schnitte begrenzen wollte, wurde dies durch den gemäßigteren Pischetsrieder verhindert. In einer spektakulären Aufsichtsratssitzung im Februar 1999 wurden beide Vorstände abberufen. Reitzles Berufung zum Vorstandsvorsitzenden scheiterte am Widerstand der Belegschaftsvertreter, so dass völlig überraschend Joachim Milberg den Vorstandsvorsitz von BMW übernahm.

## Varia

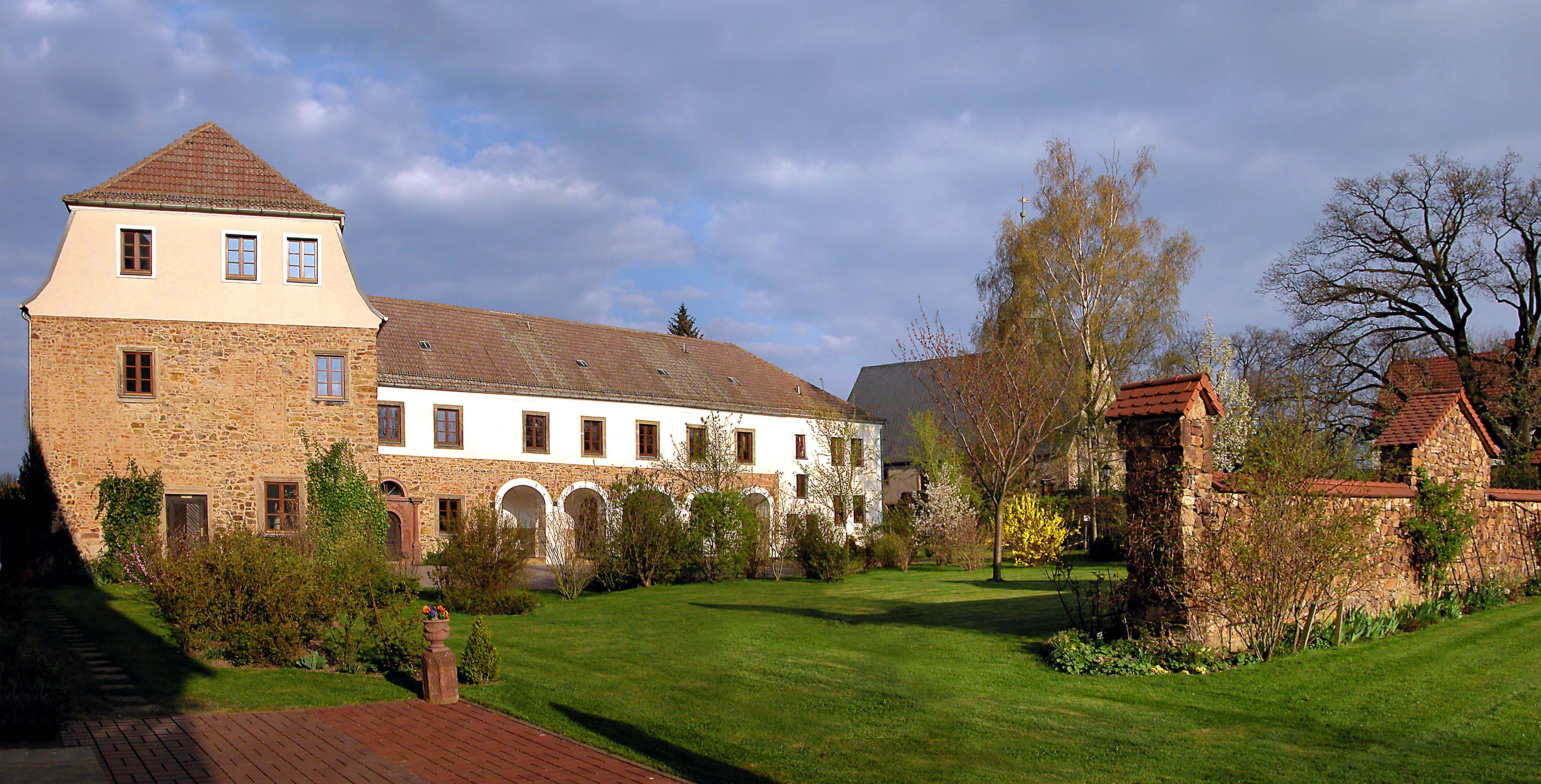
Gut Mockritz (Großweitzschen) in Sachsen

Mit seiner Frau Theda, geborene Camp von Schönberg, (1923–2015) hat von Kuenheim die beiden Söhne Fabian (* 1957) und Hendrik (* 1959) sowie die Tochter Alexandra (* 1962). 1993 erwarb er gemeinsam mit seiner Frau deren enteignetes Elternhaus, das Gut Mockritz in Sachsen, zurück. Sein Sohn Hendrik von Kuenheim, ein gelernter Hotelkaufmann, leitete von 2008 bis 2012 die Motorradsparte von BMW. Kuenheim ist ein Vetter des Journalisten (Die Zeit) Haug von Kuenheim.

## Ehrungen
Von Kuenheim ist Mitglied der Automotive Hall of Fame (seit 2004), der European Automotive Hall of Fame (seit 2006) und der Business–Hall of Fame (Manager Magazin, seit 1993).
Er ist Ehrendoktor der TU München (1988) und der TU Clausthal. Von Kuenheim ist außerdem Ehrensenator (1982) und Träger des Goldenen Ehrenrings (2008) der TU München. Das Gebäude des Departments Mechanical Engineering (ehemals Fakultät für Maschinenwesen der Technischen Universität München) auf dem TU-Campus in Garching bei München trägt ihm zu Ehren den Namen „Eberhard von Kuenheim-Bau“. 
Am 30. September 1988 wurde ihm das Große Verdienstkreuz mit Stern, 1993 das Schulterband dazu und 1999 das Großkreuz der Bundesrepublik Deutschland sowie 1993 die Goldene Ehrenmünze der Landeshauptstadt München und 1987 die Goldene Bürgermedaille der Stadt Regensburg verliehen.
Seit 1998 ist von Kuenheim Ehrenpräsident der vbw – Vereinigung der Bayerischen Wirtschaft e. V.